# Chartainvilliers
Chartainvilliers est une commune française située à 15 km au nord-est de Chartres, dans le département d'Eure-et-Loir en région Centre-Val de Loire.

## Géographie

### Situation
- Superficie de la commune : 907 hectares
- Altitude : 155,5 m à la mairie et 162 m au point culminant
- Situation :
  - 2,5 km de Saint-Piat (gare SNCF et commerces)
  - 5 km de Maintenon (gare SNCF, commerces et services)
  - 15 km de Chartres
  - 83 km de Paris
  - 88 km d'Orléans

Situation géographique
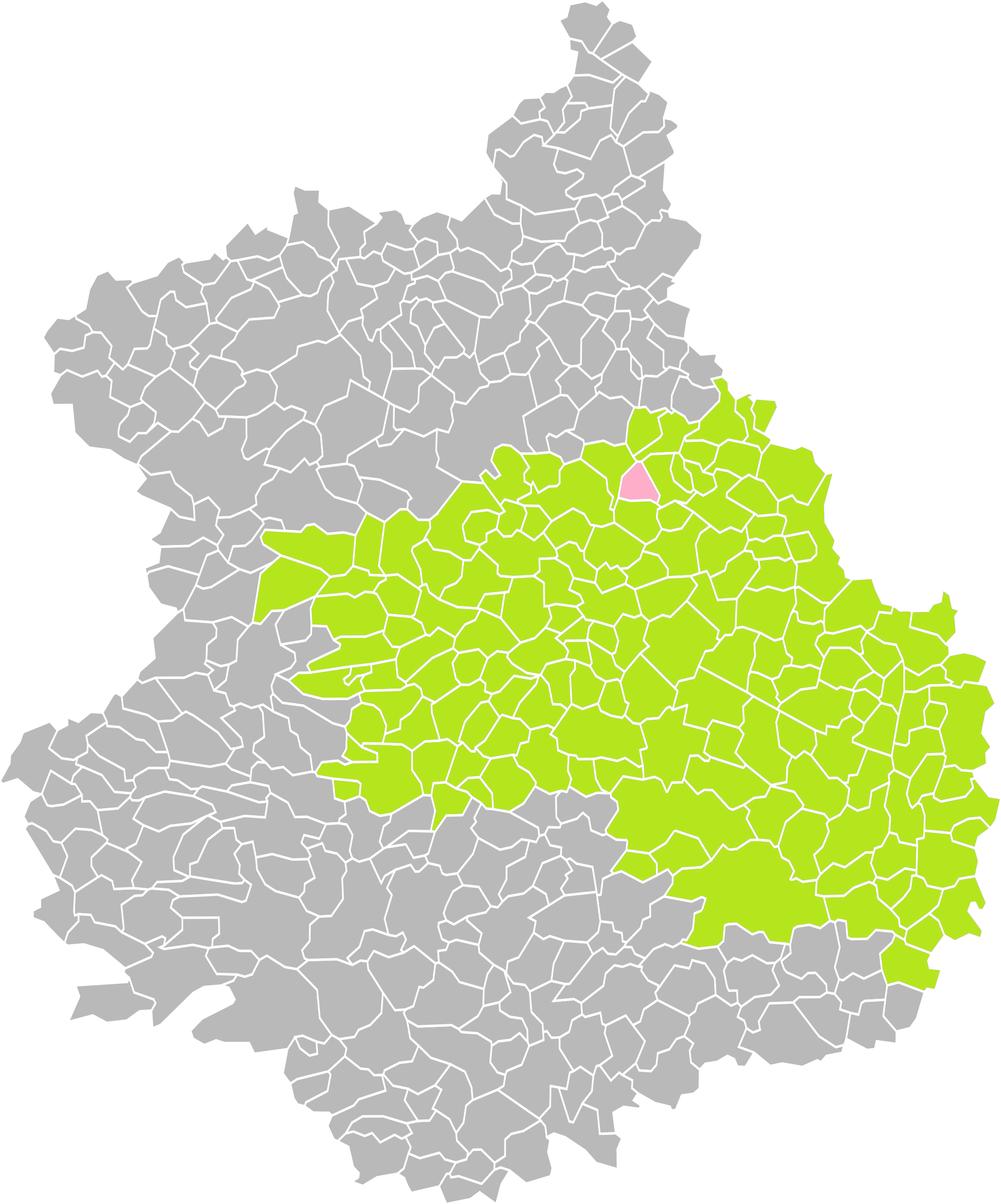
Chartainvilliers dans son arrondissement.
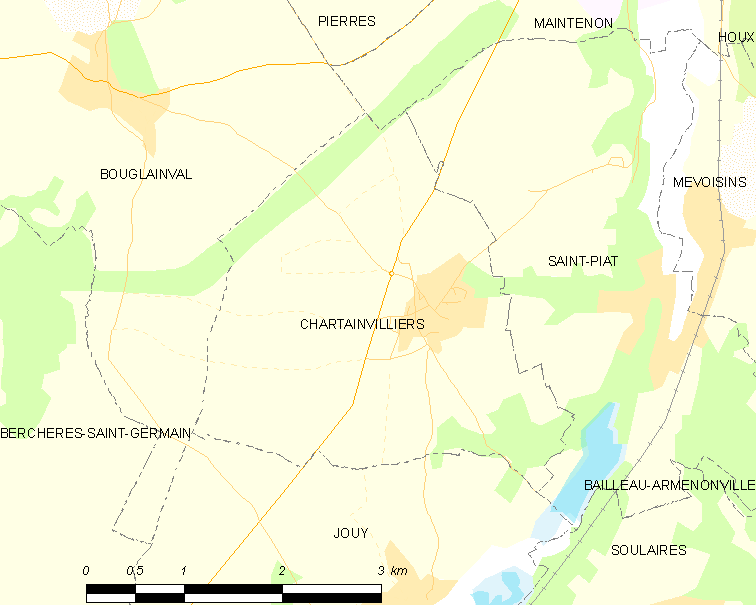
Carte de la commune de Chartainvilliers.

### Communes limitrophes
|             | Maintenon        |            |
| Bouglainval | Chartainvilliers | Saint-Piat |
|             | Jouy             |            |

### Voies de communication et transports
Le territoire de la commune est traversé par la route départementale 906, reliant Chartres, Maintenon et Rambouillet.

### Relief et géologie
Chartainvilliers est une commune de plateau située sur la rive gauche de l’Eure. Le sol est constitué de craie sénonienne, d’argile à silex et d’argile yprésienne avec une couverture limoneuse qui favorise les cultures céréalières.
Les terres cultivées occupent 689 hectares (soit 76 % de la superficie générale) et les bois couvrent 136 hectares principalement localisés sur les bordures du plateau et sur les talus du canal Louis XIV, l’ancien aqueduc devant relier Pontgouin à Versailles.

### Climat
Pour des articles plus généraux, voir Climat du Centre-Val de Loire et Climat d'Eure-et-Loir.
En 2010, le climat de la commune est de type climat océanique dégradé des plaines du Centre et du Nord, selon une étude du CNRS s'appuyant sur une série de données couvrant la période 1971-2000. En 2020, Météo-France publie une typologie des climats de la France métropolitaine dans laquelle la commune est exposée à un climat océanique altéré et est dans la région climatique  Sud-ouest du bassin Parisien, caractérisée par une faible pluviométrie, notamment au printemps (120 à 150 mm) et un hiver froid (3,5 °C). 
Pour la période 1971-2000, la température annuelle moyenne est de 10,5 °C, avec une amplitude thermique annuelle de 14,7 °C. Le cumul annuel moyen de précipitations est de 643 mm, avec 11 jours de précipitations en janvier et 7,8 jours en juillet. Pour la période 1991-2020, la température moyenne annuelle observée sur la station météorologique de Météo-France la plus proche, sur la commune de Houx à 6 km à vol d'oiseau, est de 11,2 °C et le cumul annuel moyen de précipitations est de 622,1 mm,. Pour l'avenir, les paramètres climatiques de la commune estimés pour 2050 selon différents scénarios d'émission de gaz à effet de serre sont consultables sur un site dédié publié par Météo-France en novembre 2022.

## Urbanisme

### Typologie
Au 1er janvier 2024, Chartainvilliers est catégorisée bourg rural, selon la nouvelle grille communale de densité à 7 niveaux définie par l'Insee en 2022.
Elle est située hors unité urbaine. Par ailleurs la commune fait partie de l'aire d'attraction de Paris, dont elle est une commune de la couronne,. 

### Occupation des sols
L'occupation des sols de la commune, telle qu'elle ressort de la base de données européenne d’occupation biophysique des sols Corine Land Cover (CLC), est marquée par l'importance des territoires agricoles (82 % en 2018), une proportion sensiblement équivalente à celle de 1990 (82,4 %). La répartition détaillée en 2018 est la suivante : 
terres arables (82 %), forêts (13,3 %), zones urbanisées (4,7 %). L'évolution de l’occupation des sols de la commune et de ses infrastructures peut être observée sur les différentes représentations cartographiques du territoire : la carte de Cassini (XVIIIe siècle), la carte d'état-major (1820-1866) et les cartes ou photos aériennes de l'IGN pour la période actuelle (1950 à aujourd'hui).

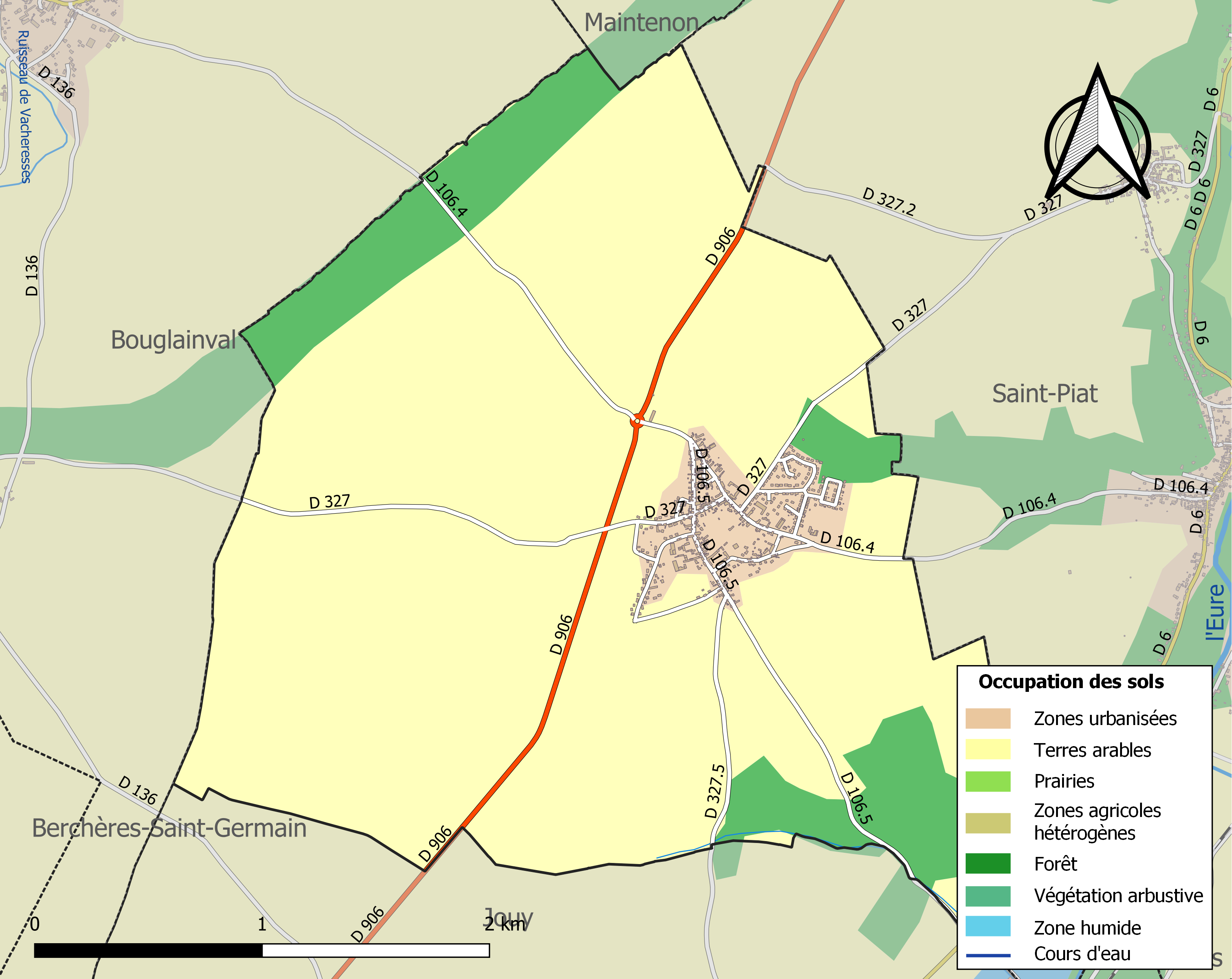
Carte des infrastructures et de l'occupation des sols de la commune en 2018 (CLC).

### Risques majeurs
Le territoire de la commune de Chartainvilliers est vulnérable à différents aléas naturels : météorologiques (tempête, orage, neige, grand froid, canicule ou sécheresse), inondations, mouvements de terrains et séisme (sismicité très faible). Il est également exposé à un risque technologique, le transport de matières dangereuses. Un site publié par le BRGM permet d'évaluer simplement et rapidement les risques d'un bien localisé soit par son adresse soit par le numéro de sa parcelle.

#### Risques naturels
Certaines parties du territoire communal sont susceptibles d’être affectées par le risque d’inondation par débordement de cours d'eau, notamment La commune a été reconnue en état de catastrophe naturelle au titre des dommages causés par les inondations et coulées de boue survenues en 1983 et 1999,.

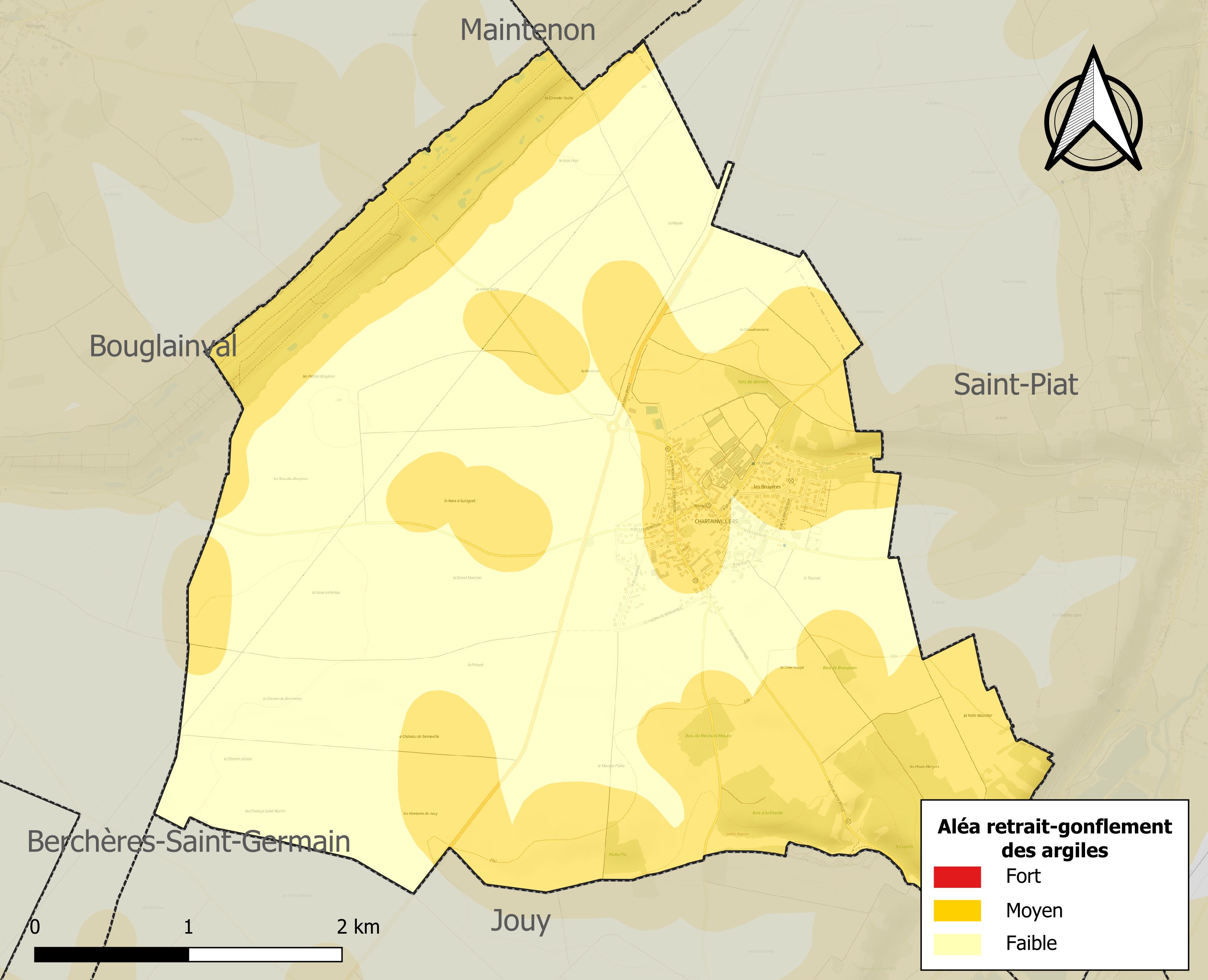
Carte des zones d'aléa retrait-gonflement des sols argileux de Chartainvilliers.

Les mouvements de terrains susceptibles de se produire sur la commune sont des affaissements et effondrements liés aux cavités souterraines. L'inventaire national des cavités souterraines permet de localiser celles situées sur la commune.
Le retrait-gonflement des sols argileux est susceptible d'engendrer des dommages importants aux bâtiments en cas d’alternance de périodes de sécheresse et de pluie. 48,5 % de la superficie communale est en aléa moyen ou fort (52,8 % au niveau départemental et 48,5 % au niveau national). Sur les 307 bâtiments dénombrés sur la commune en 2019, 212 sont en aléa moyen ou fort, soit 69 %, à comparer aux 70 % au niveau départemental et 54 % au niveau national. Une cartographie de l'exposition du territoire national au retrait gonflement des sols argileux est disponible sur le site du BRGM,.
Concernant les mouvements de terrains, la commune a été reconnue en état de catastrophe naturelle au titre des dommages causés par des mouvements de terrain en 1999.

#### Risques technologiques
Le risque de transport de matières dangereuses sur la commune est lié à sa traversée par des infrastructures routières ou ferroviaires importantes ou la présence d'une canalisation de transport d'hydrocarbures. Un accident se produisant sur de telles infrastructures est en effet susceptible d’avoir des effets graves au bâti ou aux personnes jusqu’à 350 m, selon la nature du matériau transporté. Des dispositions d’urbanisme peuvent être préconisées en conséquence.

## Toponymie
Le nom de la localité est attesté sous la forme Carnotense villare en 1207, c’est-à-dire “domaines des Carnutes” au temps de la Gaule romaine.

Le mot « carnute » a donné l’adjectif « chartain », d’où : Chartainvilliers.

## Histoire
- Les Carnutes
Le nom du village était autrefois Carnotance Villare, c’est-à-dire “domaines des Carnutes” au temps de la Gaule romaine. Les Carnutes, des Celtes, se sont installés dans la région vers 500 ans av. J.-C., sur un territoire composé de landes incultes, d’épaisses forêts et de marais qui sera défriché au Moyen Âge “pour devenir une terre céréalière”.
La commune de Chartainvilliers fait partie historiquement du pays chartrain, en Beauce chartraine, très près du pays drouais et de l’Île-de-France (au nord du ruisseau de Gas et de la Voise).
- Les Terrasses

En 1685, Louis XIV, installé à Versailles, désire que les fontaines du château fonctionnent jour et nuit; un projet, parmi tant d’autres, consiste à détourner les eaux de l’Eure à partir de Pontgouin et de les mener aux divers bassins alimentant le parc.
L'eau voyage au niveau du sol jusqu’à Théléville (lieu-dit de Bouglainval), puis il faut traverser la vallée de l’Eure à Maintenon, pour cela Vauban projette la construction d’un aqueduc de 4 480 m de long sur trois niveaux d’arcades (70 m de haut). La déclaration de guerre à l’Espagne, et le manque d’argent, arrêtent les travaux qui ne seront jamais repris. 30 000 hommes ont travaillé sur le site, 10 000 sont morts de maladie (malaria, scorbut). Les Terrasses sont le témoignage de ce passé.

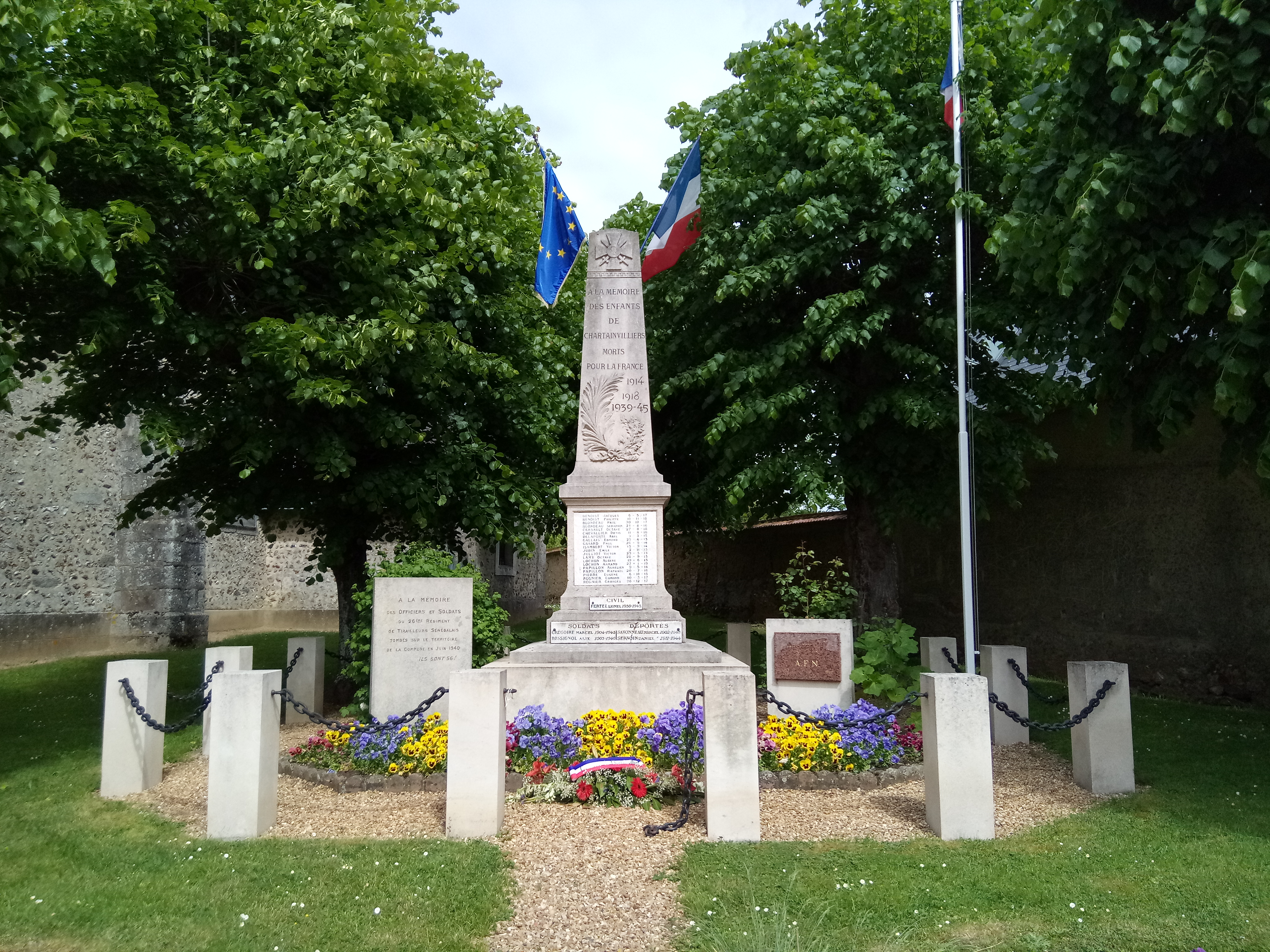
à gauche du Monument aux morts de Chartainvilliers, la stèle ainsi rédigée : « A la mémoire des officiers et soldats du 26e Régiment de Tirailleurs Sénégalais tombés sur le territoire de la commune en juin 1940. Ils sont 56 ! »

- Durant la guerre de 1870, le village fut occupé à du 30 septembre 1870 au 15 février 1871 par les troupes allemandes[19].
- Le 16 juin 1940, pendant la Bataille de France, d'importants combats ont eu lieu sur les coteaux de Chartainvilliers, où l'armée française avait installé des canons pour arrêter l'avancée de l'armée nazie. 56 soldats du 26e régiment de tirailleurs sénégalais y sont tués[20],[21]. Une stèle rappelle ce sacrifice.
- Une pièce de théâtre écrite par Gérard Valin-Ruggiero del Ponte met en scène cet épisode dramatique de la campagne de France :v "Le Mémorial de Chartres", 2013, L'Harmattan.

## Politique et administration

### Liste des maires

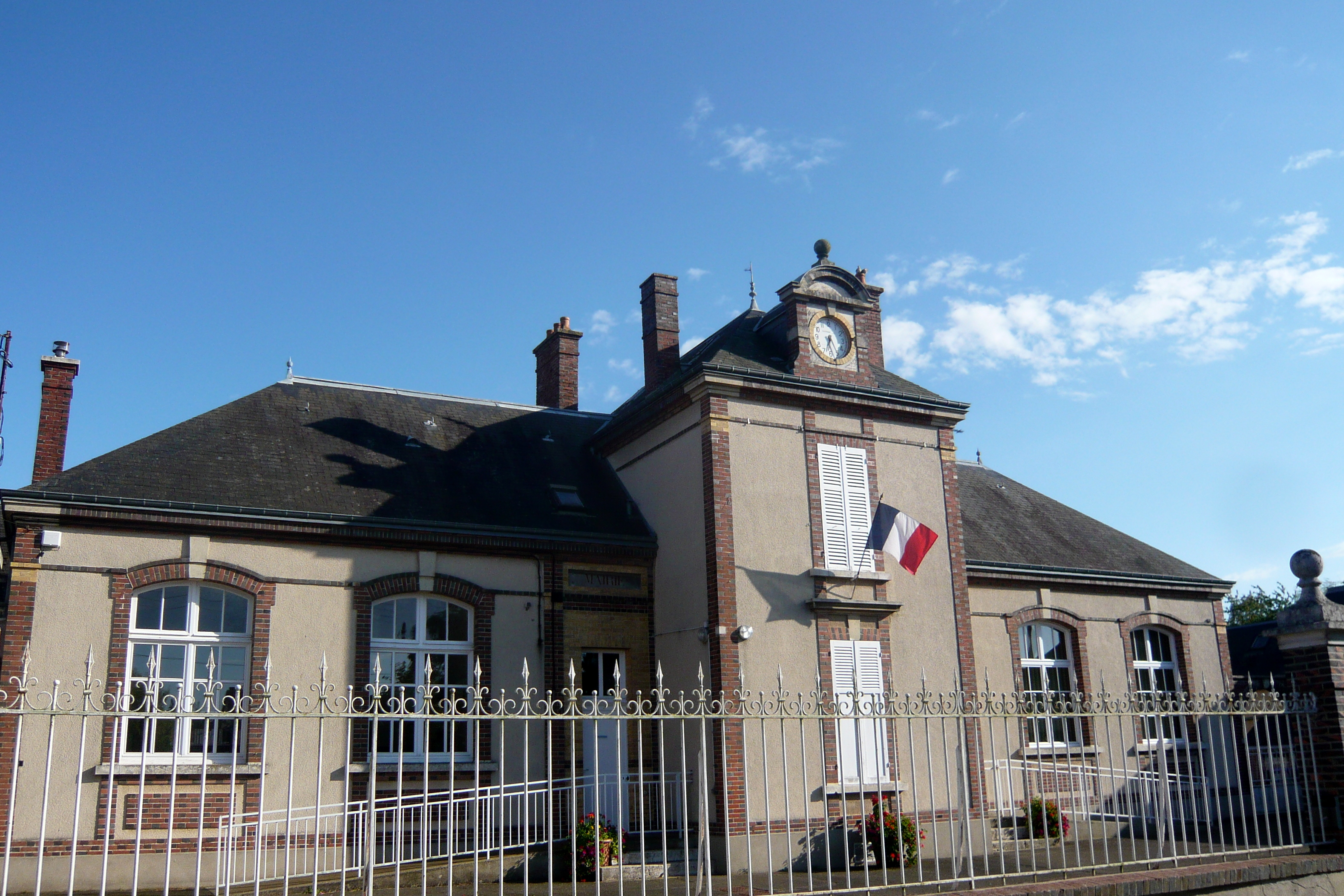
Mairie de Chartainvilliers.

| Période                                  | Période   | Identité                 | Étiquette | Qualité        |
| ---------------------------------------- | --------- | ------------------------ | --------- | -------------- |
| Les données manquantes sont à compléter. |           |                          |           |                |
| 1900                                     | 1904      | Désiré Bradin            |           | Démissionnaire |
| 1905                                     | 1912      | Victor Dauvilliers       |           |                |
| 1912                                     | 1919      | Charles-Édouard Touchard |           |                |
| 1919                                     | 1921      | Henri Guérin             |           |                |
| 1921                                     | 1925      | Raphaël Langlois         |           |                |
| 1925                                     | 1928      | Charles Delaporte        |           |                |
| 1928                                     | 1963      | Vincent Benoist          |           |                |
| 1963                                     | 1973      | Jean Ducasse             |           |                |
| 1973                                     | 1977      | Émile Guilvard           |           |                |
| 1977                                     | 1983      | Jean Lecointre           |           |                |
| 1983                                     | 1985      | Robert Hacault           |           |                |
| 1985                                     | 2001      | Claude Guibert           |           |                |
| 2001                                     | 2008      | Pascale Watson           |           |                |
| mars 2008                                | juin 2012 | Chantal Bernier          |           |                |
| 3 juillet 2012                           | En cours  | Alain Boutin,            |           | Ancien cadre   |

## Population et société

### Démographie
L'évolution du nombre d'habitants est connue à travers les recensements de la population effectués dans la commune depuis 1793. Pour les communes de moins de 10 000 habitants, une enquête de recensement portant sur toute la population est réalisée tous les cinq ans, les populations de référence des années intermédiaires étant quant à elles estimées par interpolation ou extrapolation. Pour la commune, le premier recensement exhaustif entrant dans le cadre du nouveau dispositif a été réalisé en 2006.

En 2022, la commune comptait 665 habitants, en évolution de −8,9 % par rapport à 2016 (Eure-et-Loir : −0,23 %, France hors Mayotte : +2,11 %).
| 1793 | 1800 | 1806 | 1821 | 1831 | 1836 | 1841 | 1846 | 1851 |
| ---- | ---- | ---- | ---- | ---- | ---- | ---- | ---- | ---- |
| 482  | 467  | 507  | 484  | 502  | 459  | 456  | 445  | 431  |

| 1856 | 1861 | 1866 | 1872 | 1876 | 1881 | 1886 | 1891 | 1896 |
| ---- | ---- | ---- | ---- | ---- | ---- | ---- | ---- | ---- |
| 426  | 407  | 388  | 370  | 373  | 340  | 335  | 317  | 315  |

| 1901 | 1906 | 1911 | 1921 | 1926 | 1931 | 1936 | 1946 | 1954 |
| ---- | ---- | ---- | ---- | ---- | ---- | ---- | ---- | ---- |
| 322  | 322  | 306  | 264  | 252  | 261  | 238  | 261  | 273  |

| 1962 | 1968 | 1975 | 1982 | 1990 | 1999 | 2006 | 2011 | 2016 |
| ---- | ---- | ---- | ---- | ---- | ---- | ---- | ---- | ---- |
| 208  | 197  | 239  | 548  | 560  | 630  | 749  | 725  | 730  |

| 2021 | 2022 | - | - | - | - | - | - | - |
| ---- | ---- | - | - | - | - | - | - | - |
| 677  | 665  | - | - | - | - | - | - | - |

La population est de 764 habitants lors du recensement de 2008, dont : 
- 378 femmes et 386 hommes ;
- 240 habitants de moins de 20 ans ;
- 58 habitants de plus de 65 ans.

| Année | Nombre d'habitants                   |
| ----- | ------------------------------------ |
| 1616  | 100 feux, soit environ 423 habitants |
| 1726  | 336                                  |
| 1826  | 504                                  |
| 1926  | 252                                  |

## Culture locale et patrimoine

### Lieux et monuments

#### Église Saint-Jean-Baptiste
Bâtie en grès, l’église Saint-Jean-Baptiste, semble dater du XIV-XVe siècle, comme l'indiquent le profil des fenêtres et contrefort, ainsi que les poutres maîtresses de la charpente. Très dégradée, elle a été restaurée en 1691 sous l’égide de Madame de Maintenon, comme en témoigne le bandeau sculpté sur le portail (armoiries stylisées sur la feuille communale mensuelle "La Voix du Frou").

L’église Saint-Jean-Baptiste
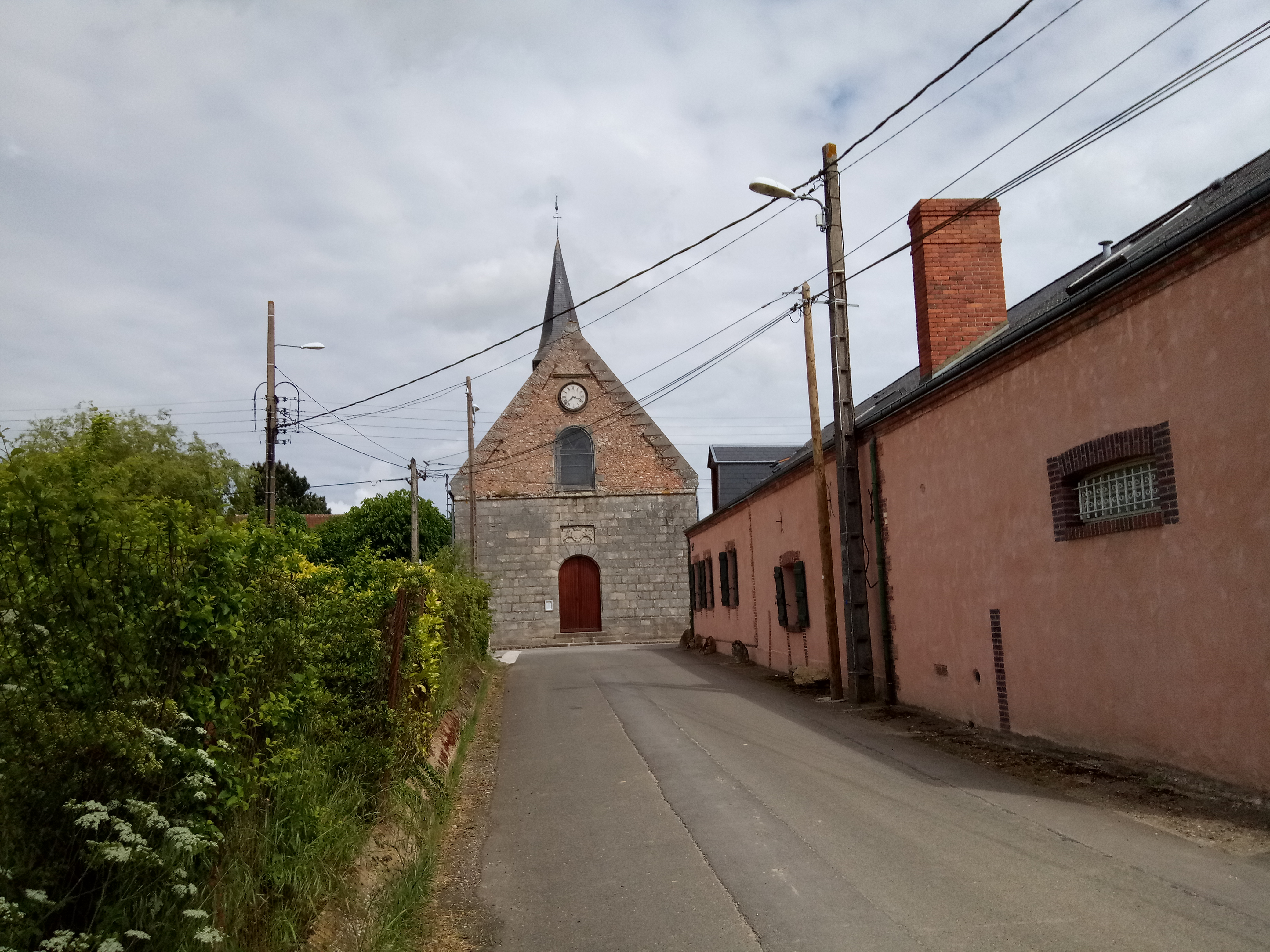
Rue de l'Avenir.
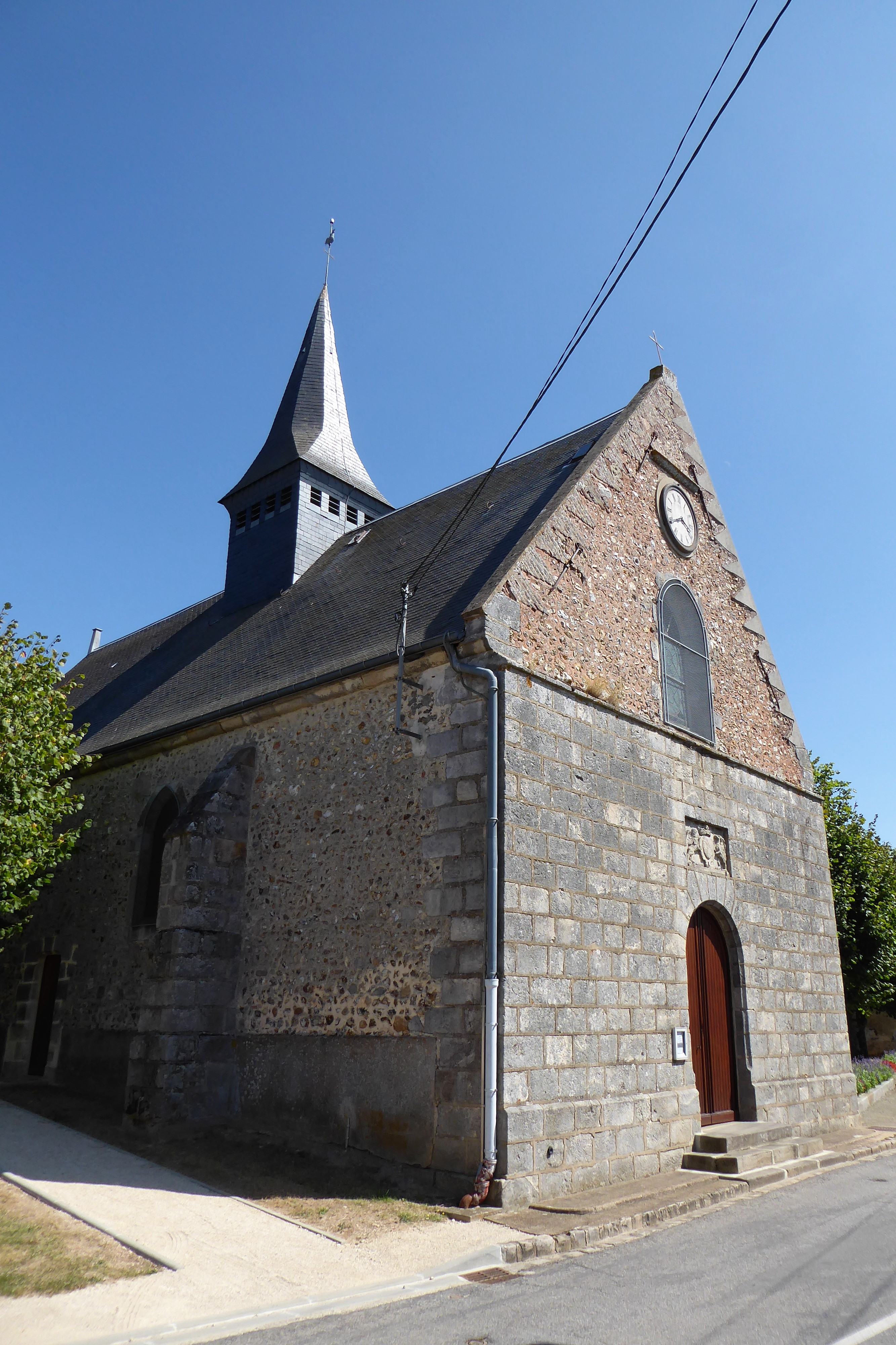
Façade ouest et mur nord.
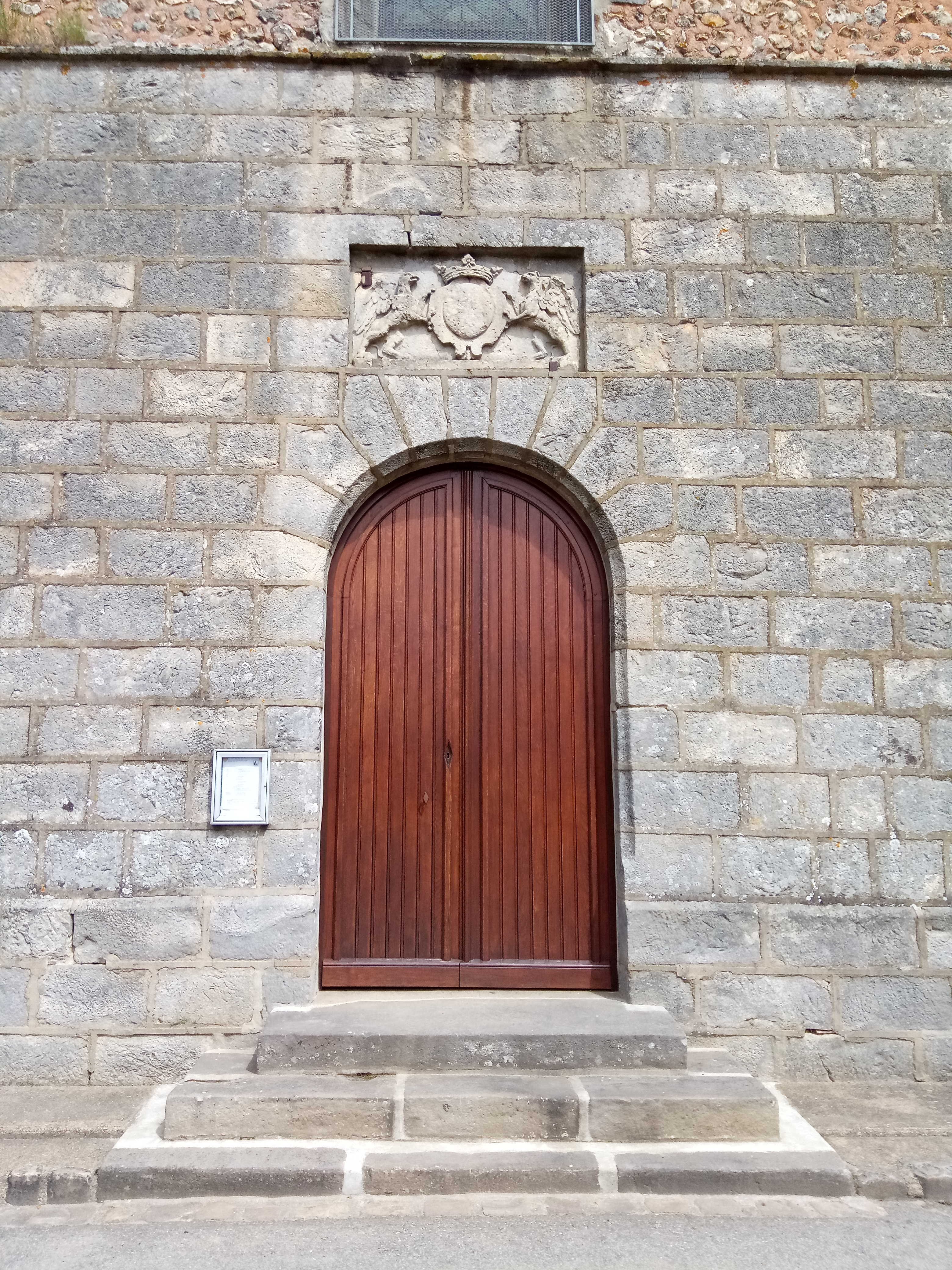
Armoiries de Madame de Maintenon.
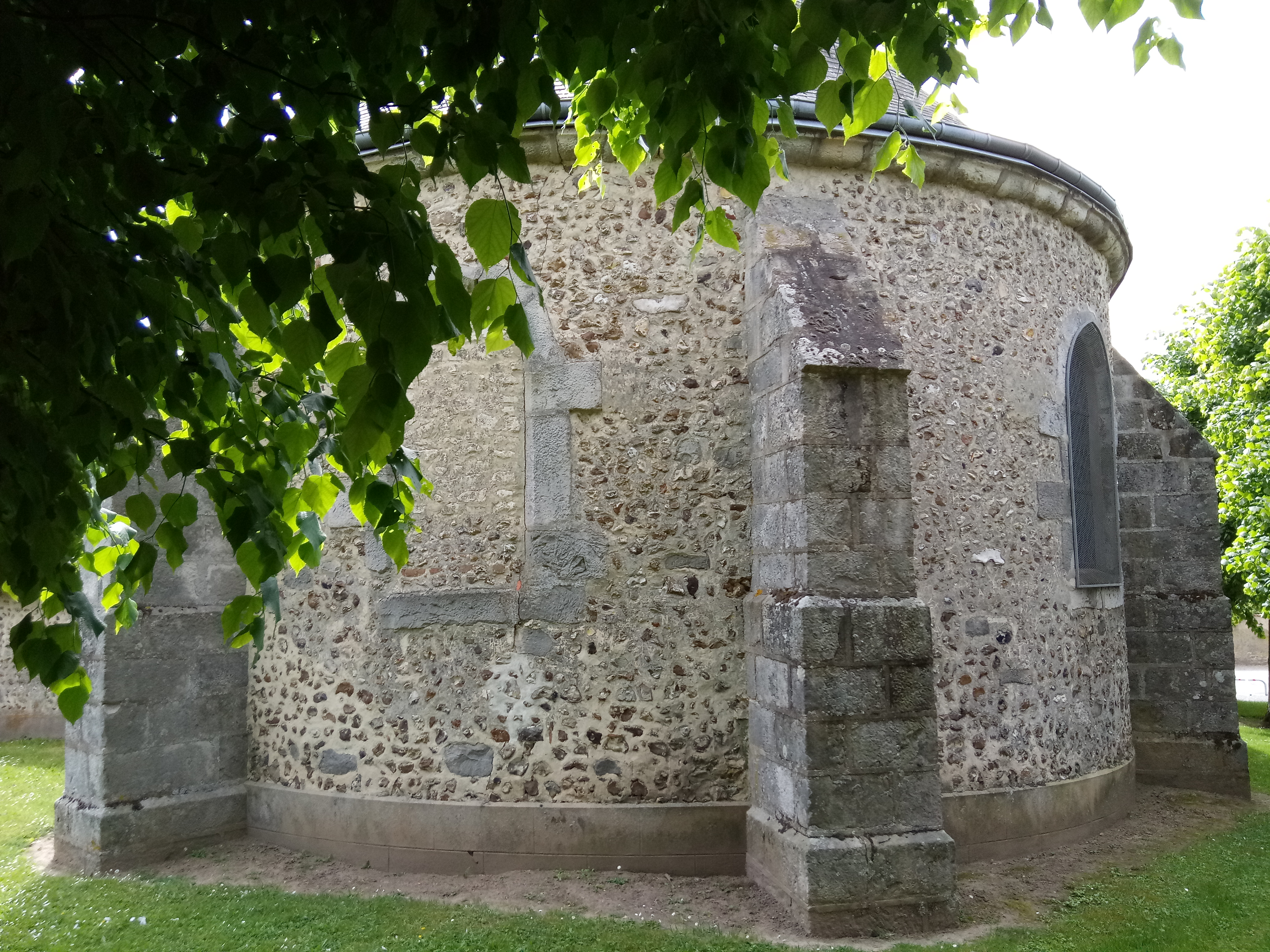
Chevet.
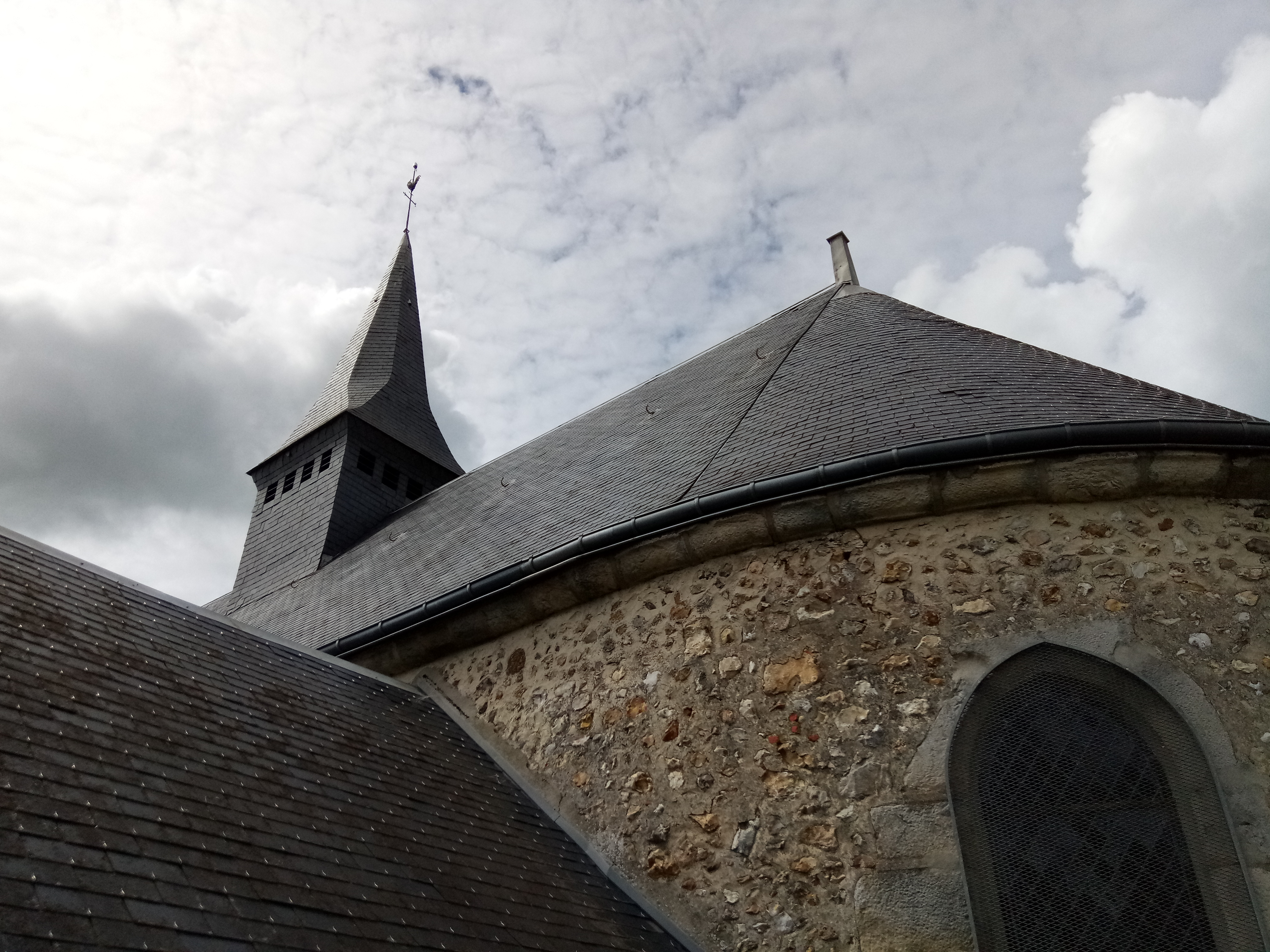
Chevet sud et clocher.

#### Autres lieux et monuments
- Le canal de l'Eure passant sur le territoire du village (voir ci-dessus « Les Terrasses »), subsistent deux tunnels construits en 1680 permettant de le franchir : « La Petite Voûte » et « La Grande Voûte », cette dernière étant inscrite au titre de monument historique en 1934[30].
- Les bornes du chapitre. Six bornes sont positionnées en limite de Chartainvilliers et de Bouglainval, entre le canal Louis XIV et la route départementale 136. Aux XVIIe et XVIIIe siècles, elles servaient à délimiter la propriété du seigneur de Maintenon (Adrien Maurice de Noailles, l'époux de Françoise Charlotte d'Aubigné, nièce de Madame de Maintenon) de celle du chapitre de Chartres. Sur certaines faces, peu lisibles, figurent les armes de la famille de Noailles (gueules à bande d'or) et sur d'autres faces les armes du chapitre de Chartres (la "chemisette"). Ces vestiges, d'environ un mètre de haut, rappellent la limite des propriétés respectives[31].
- Le monument aux morts, qui comporte, à gauche du monument principal recensant nominativement les victimes de la Grande Guerre et celles de la Seconde Guerre mondiale, une stèle ainsi rédigée : « A la mémoire des officiers et soldats du 26ème Régiment de Tirailleurs Sénégalais tombés sur le territoire de la commune en juin 1940. Ils sont 56 ! »

Lieux et monuments
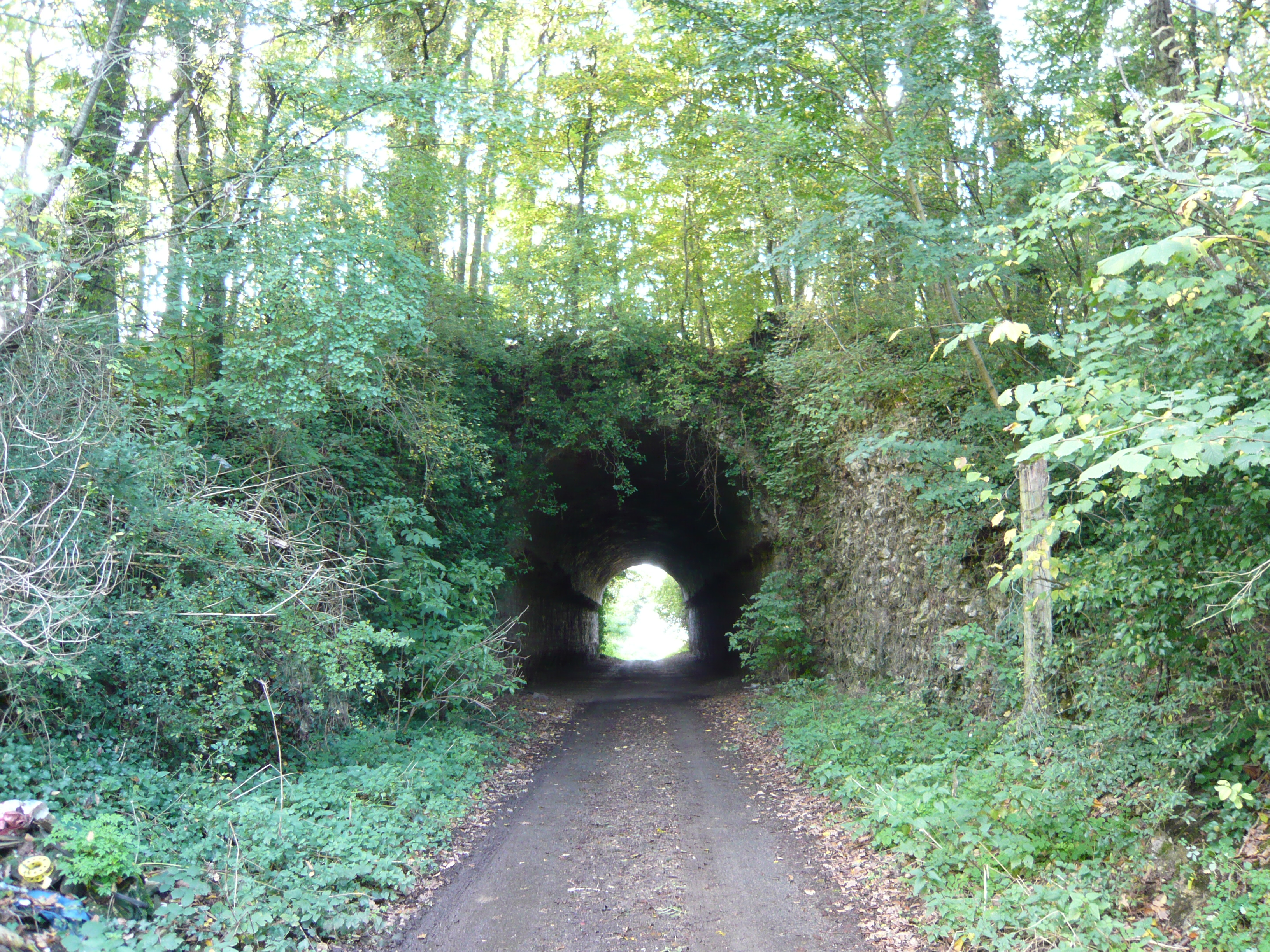
Le tunnel la Grande Voûte.
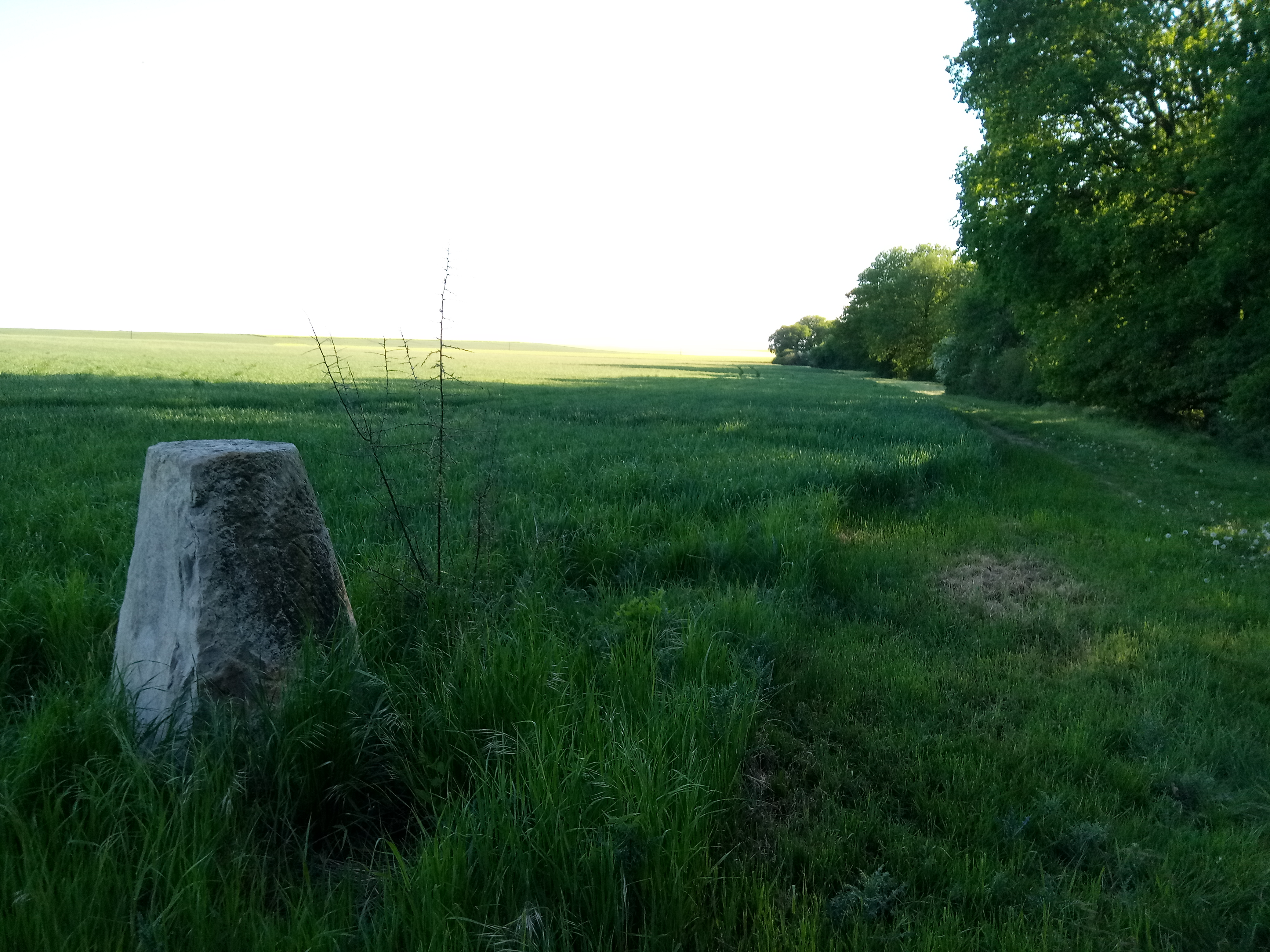
Borne située près du canal Louis XIV.
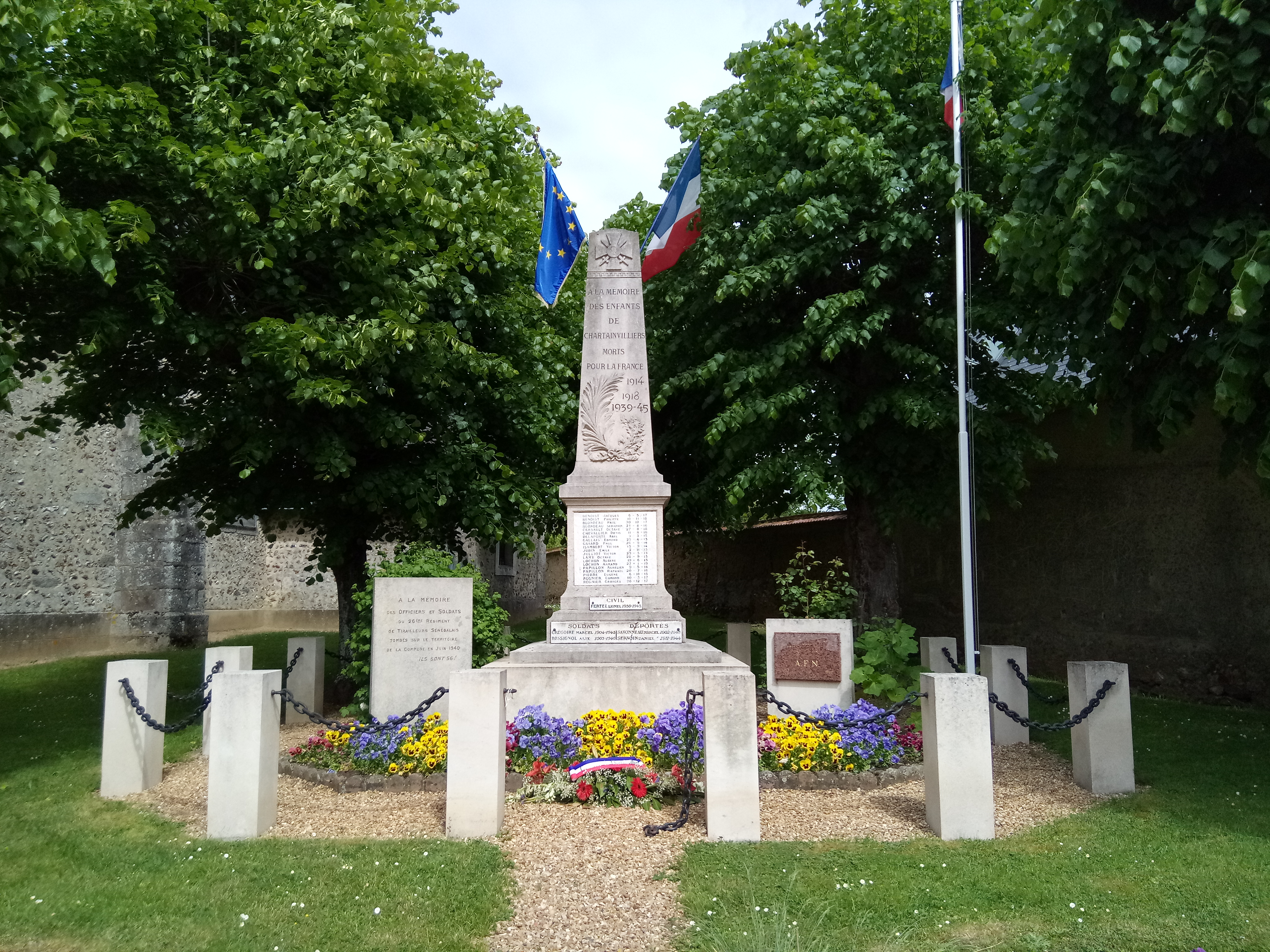
Monument aux morts.

### Personnalités liées à la commune
La date de 1691 et les armoiries de Madame de Maintenon, qui figurent sur le fronton de l’église, attestent l’importance que l’amie du Grand Roi devait apporter à ce lieu de culte en le reconstruisant.

### Blasonnement
|  | Les armoiries de Chartainvilliers se blasonnent ainsi : Divisé en chevron d'argent et d'azur; au chevronel de gueules brochant sur la partition; à la tour non crènelée d'or, ouverte et ajourée d'argent brochant sur le tout; à deux épis de blé d'or, tigés ployés et feuillés de sinople, posés en chevron renversé, les tiges appointées et brochant sur le tout du tout. |